# كورنيليوس ديزموند
كورنيليوس ديزموند (بالإنجليزية: Cornelius Desmond)‏ هو سياسي أمريكي، ولد في 4 أكتوبر 1893 في بيتسفيلد في الولايات المتحدة، وتوفي في 2 أكتوبر 1974 في لوويل في الولايات المتحدة. حزبياً، نشط في الحزب الديمقراطي. وقد انتخب عضو مجلس نواب ماساتشوستس.